# Bandeira do Gana
A bandeira do Gana é constituída por três listras horizontais vermelha, amarela e verde, e no centro da bandeira uma estrela negra. Foi adotada logo após a independência em 1957, as suas cores representam:
- Vermelho: Representa o sangue derramado nas guerras de independência,
- Amarelo: Simboliza  a riqueza mineral do país,
- Verde: Representa a riqueza natural e as florestas do país.

A estrela negra simboliza a liberdade da África.

## Outras bandeiras

Bandeira civil.
Bandeira naval.
Bandeira da Força Aérea do Gana.
Bandeira da Aviação Civil.

## Bandeiras históricas

Bandeira da União dos Estados Africanos, de 1957 a 1964.
Bandeira Nacional de Gana, de 1962 a 1966.